# Munkebjerg
Munkebjerg är en skogsklädd kulle på södra sidan av Vejle Fjord på halvön Jylland i Danmark som stupar brant ner mot fjorden. Toppen på Munkebjerg är 93 meter över havet.
Området är relativt kuperat för att vara i Danmark och genomkorsas av slingriga stigar. I finns bland annat hasselmus, idegran, järnek och fryle och mot norr kan man i klart väder se Ejer Bavnehøj, Danmarks tredje högsta punkt.
År 1878 byggde man den första restaurangen på Munkebjerg och två år senare ett badhotell. Den 16 maj 1880 fick Munkebjerg förbindelse  med ångbåt till Vejle och  senare också en järnvägsstation och både turister och konstnärer   
började resa dit. Redan 1855 hade man byggt en trappa till Munkebjerg och 1933 anlades en rulltrappa.
Idag finns ett hotell med kasino och en golfbana på platsen. Rulltrappan är riven och ersatt av en vanlig trappa.